# Futrono
Futrono is een gemeente in de Chileense provincie Ranco in de regio Los Ríos. Futrono telde 14.665 inwoners in 2017 en heeft een oppervlakte van 2121 km².